# 공주시의 향토문화유적
공주시의 향토문화유적은 공주시에 있는 유적으로서 「문화재보호법」 및 「충청남도 지정문화재 보호 조례」에 따라 지정되지 아니한 유적으로서 역사적·예술적·학술적·경관적 가치가 크며 향토문화 보존에 필요하다고 인정하여 공주시장이 지정한 유적을 말하며 그 유형은 다음 각 호와 같다.
1. "유형문화유적"이란 건조물, 전적, 서적, 고문서, 회화, 조각, 공예품 등 유형의 문화적 소산으로서 역사적·예술적 또는 학술적 가치가 큰 것과 이에 준하는 고고자료로 향토문화 보존에 필요한 것을 말한다.
2. "무형문화유적"이란 연극, 음악, 무용, 공예기술 등 무형의 문화적 소산으로서 역사적·예술적 또는 학술적 가치가 큰 것으로 향토문화 보존에 필요한 것을 말한다.
3. "기념물"이란 다음 각 목의 어느 하나에 해당하는 경우를 말한다.
  1. 절터, 옛무덤, 조개무덤, 성터, 궁터, 가마터, 유물 포함층 등의 사적지와 특별히 기념이 될 만한 시설물로서 역사적·학술적 가치가 큰 것으로 향토문화 보존에 필요한 것
  2. 경치 좋은 곳으로서 예술적·경관적 가치가 큰 것으로 향토문화 보존에 필요한 것
4. "민속자료"란 의식주, 생업, 신앙, 연중행사 등에 관한 풍속이나 관습과 이에 사용되는 의복, 기구, 가옥 등으로서 향토문화 보존에 필요한 것

## 지정 목록

### 유형
| 번호 | 그림 | 명칭                                              | 소재지                       | 소유자 (관리자)      | 지정·해제일자                                                  | 비고                            |
| ---- | ---- | ------------------------------------------------- | ---------------------------- | -------------------- | -------------------------------------------------------------- | ------------------------------- |
| 1호  |      | 동헌 (東軒)                                       | 공주시 웅진동 332-9          | 공주시               | 1997년 6월 5일 지정                                            |                                 |
| 2호  |      | 금벽정 (錦壁亭)                                   | 공주시 장군면 금암리         |                      | 1997년 6월 5일 지정, 2000년 10월 19일 해제, 도로 공사로 철거   |                                 |
| 3호  |      | 사송정 (四松亭)                                   | 공주시 월송동 산 30          | 공주시               | 1997년 6월 5일 지정                                            |                                 |
| 4호  |      | 원산정 (圓山亭)                                   | 공주시 탄천면 유하리 산13-3  | 함양박씨별좌공파     | 1997년 6월 5일 지정                                            |                                 |
| 5호  |      | 석송정 (石松亭)                                   | 공주시 정안면 석송리 205-3   | 성락수               | 1997년 6월 5일 지정                                            |                                 |
| 6호  |      | 화암정 (花巖亭)                                   | 공주시 사곡면 호계리 산39-6  | 박대현               | 1997년 6월 5일 지정                                            |                                 |
| 7호  |      | 오백령 사우                                       | 공주시 우성면 당지리 월굴    |                      | 1997년 6월 5일 지정, 2004년 5월 28일 해제, 해제사유 미상       |                                 |
| 8호  |      | 조견 사우 (趙狷 祠宇)                             | 공주시 우성면 보흥리 679     | 조씨종중             | 1997년 6월 5일 지정                                            |                                 |
| 9호  |      | 효부성씨비                                        | 공주시 신기동 647            | 오인수               | 1997년 6월 5일 지정                                            |                                 |
| 10호 |      | 김해김경원정려                                    | 공주시 우성면 내산리 469     | 김씨종중             | 1997년 6월 5일 지정                                            |                                 |
| 11호 |      | 윤빈 정려 (尹彬 旌閭)                             | 공주시 탄천면 송학리 130-1   | 윤영호               | 1997년 6월 5일 지정                                            |                                 |
| 12호 |      | 효자 정이재 정려 (孝子 鄭以載 旌閭)               | 공주시 탄천면 삼각리 산81-1  | 조만홍               | 1997년 6월 5일 지정                                            | 보관됨 2018-04-14 - 웨이백 머신 |
| 13호 |      | 효자 황춘억 정려 (孝子 黃春檍 旌閭)               | 공주시 탄천면 성리 177-1     | 장수황씨첨화휘근공파 | 1997년 6월 5일 지정                                            |                                 |
| 14호 |      | 열녀권씨정려                                      | 공주시 우성면 내산리 381     | 권씨종중             | 1997년 6월 5일 지정                                            |                                 |
| 15호 |      | 광주김씨열녀정려                                  | 공주시 의당면 월곡리 166-2   | 함안윤씨충민공파종중 | 1997년 6월 5일 지정                                            |                                 |
| 16호 |      | 효자오수혁정려                                    | 공주시 계룡면 기산리 408     | 남중각               | 1997년 6월 5일 지정                                            |                                 |
| 17호 |      | 충신 유지걸 정려                                  | 공주시 의당면 송학리 253-3   |                      | 1997년 6월 5일 지정, 2014년 9월 30일 해제, 세종 향토 48호 지정 |                                 |
| 18호 |      | 충신 정분·정지산 정려                             | 공주시 사곡면 호계리 514     | 진주정씨종중         | 1997년 6월 5일 지정                                            |                                 |
| 19호 |      | 열녀김씨정려                                      | 공주시 신풍면 동원리 93      | 진주류씨연삼공파문중 | 1997년 6월 5일 지정                                            |                                 |
| 20호 |      | 효자 최익항 정려                                  | 공주시 정안면 운궁리 89-11   | 이상익               | 1997년 6월 5일 지정                                            |                                 |
| 21호 |      | 김시산 정려 충신문 (金時山 旌閭 忠臣門)           | 공주시 유구읍 노동리 351     | 김지인               | 1997년 6월 5일 지정                                            |                                 |
| 22호 |      | 효자 이구상 효자정문                              | 공주시 신풍면 영정리 155     | 여주이씨함양공파문중 | 1997년 6월 5일 지정                                            |                                 |
| 23호 |      | 성주이씨 열녀문 (星州李氏 烈女門)                 | 공주시 이인면 오룡리 353     | 김인화               | 1997년 6월 5일 지정                                            |                                 |
| 24호 |      | 노숙정려                                          | 공주시 우성면 동곡리 115-4   | 노씨종중             | 1997년 6월 5일 지정                                            |                                 |
| 25호 |      | 효자 김영성 정려 (孝子 金永聲 旌閭)               | 공주시 신풍면 대룡리 223-7   | 광산김씨종중         | 1997년 6월 5일 지정                                            |                                 |
| 26호 |      | 신할 충신 정려                                    | 공주시                       | 신호철 외 3인        | 1997년 6월 5일 지정                                            |                                 |
| 27호 |      | 충신 오대붕 정려 (忠臣 吳大鵬 旌閭)               | 공주시 신기동 703-1          | 오씨참의공종중       | 1997년 6월 5일 지정                                            |                                 |
| 28호 |      | 효자 윤직 정려각                                  | 공주시 신풍면 청흥리 172-2   | 윤종현               | 1997년 6월 5일 지정                                            |                                 |
| 29호 |      | 이기원 정려                                       | 공주시 계룡면 화은리 467-2   | 원주이씨워동파종중   | 1997년 6월 5일 지정                                            |                                 |
| 30호 |      | 효자 이면주 정려 (孝子 李勉疇 旌閭)               | 공주시 의당면 용암리 154-1   |                      | 1997년 6월 5일 지정, 2014년 9월 30일 해제, 세종 향토 49호 지정 |                                 |
| 31호 |      | 동복오씨 삼위 효열 정려                           | 공주시 우성면 단지리 산35-7  | 동복오씨종중         | 1997년 6월 5일 지정, 2012년 4월 4일 명칭변경                   |                                 |
| 32호 |      | 향지리 열녀비                                     | 공주시 계룡면 향지리 산299-2 | 임재천               | 1997년 6월 5일 지정                                            |                                 |
| 33호 |      | 효자 박주은 정려                                  | 공주시 탄천면 송학리 303번지 | 박용두, 박용하       | 2009년 3월 16일 지정                                           |                                 |
| 34호 |      | 효자 이복비                                       | 공주시 중동 285-1            | 공주시               | 2009년 3월 16일 지정                                           |                                 |
| 35호 |      | 송학리 마애여래좌상 (松鶴里 磨崖如來坐像)         | 공주시 탄천면 송학리 산70-1  | 공주시               | 2010년 4월 15일 지정                                           |                                 |
| 36호 |      | 전의이씨 삼위 효열 정려 (全義李氏 三位 孝烈 旌閭) | 공주시 사곡면 대중리 168     | 이동찬               | 2012년 4월 16일 지정                                           |                                 |
| 37호 |      | 동혈사 삼층석탑                                   | 공주시 의당면 월곡리 271     | 대한불교조계종동혈사 | 2018년 6월 1일 지정                                            |                                 |

### 기념물
| 번호 | 그림 | 명칭                                          | 소재지                          | 소유자 (관리자)            | 지정·해제일자                                                             | 비고 |
| ---- | ---- | --------------------------------------------- | ------------------------------- | -------------------------- | ------------------------------------------------------------------------- | ---- |
| 1호  |      | 고마나루                                      | 공주시 웅진동 산 21번지         |                            | 1997년 6월 5일 지정, 2009년 3월 2일 해제, 명승 21호로 승격                |      |
| 2호  |      | 곰사당                                        | 공주시 웅진동 452-3             | 공주시                     | 1997년 6월 5일 지정                                                       |      |
| 3호  |      | 곰굴                                          | 공주시 쌍신동(연미산 내)        | 공주시                     | 1997년 6월 5일 지정                                                       |      |
| 4호  |      | 용못                                          | 공주시 웅진동 247               | 공주시                     | 1997년 6월 5일 지정                                                       |      |
| 5호  |      | 국곡리 고인돌 (菊谷里 고인돌)                 | 공주시 반포면 국곡리 산15-23    |                            | 1997년 9월 5일 지정, 2014년 9월 30일 해제, 세종 향토 50호로 재지정        |      |
| 6호  |      | 초봉리 고인돌                                 | 공주시 이인면 초봉리 46         | 진주유씨종중               | 1997년 6월 5일 지정                                                       |      |
| 7호  |      | 남산리 입석 (南山里 立石)                     | 공주시 탄천면 남산리 103-11     | 양성구 외 2                | 1997년 6월 5일 지정                                                       |      |
| 8호  |      | 상신리 입석 (上莘理 立石)                     | 공주시 반포면 상신리 191-1      | 최준호                     | 1997년 6월 5일 지정                                                       |      |
| 9호  |      | 이덕사·이태연 묘비 (李德泗·李泰淵 墓碑)       | 공주시 장군면 평기리 산42-13    |                            | 1997년 6월 5일 지정, 2014년 9월 30일 해제, 세종 향토 52호로 재지정        |      |
| 10호 |      | 구암리 석실고분                               | 공주시 이인면 구암리 산34-1     | 이순례                     | 1997년 6월 5일 지정                                                       |      |
| 11호 |      | 황새바위                                      | 공주시 교동 1-20번지            |                            | 1997년 6월 5일 지정, 2009년 3월 2일 해제, 충남 기념물 178호로 승격        |      |
| 12호 |      | 무성산성 (茂盛山城)                           | 공주시 사곡면 대중리 산 39-6    | 최상순 외 1                | 1997년 6월 5일 지정                                                       |      |
| 13호 |      | 고등산 봉수대 (高燈山 烽燧臺)                 | 공주시 정안면 북계리 산 36-1    | 한동욱 외 1                | 1997년 6월 5일 지정                                                       |      |
| 14호 |      | 쌍령산 봉수대 (雙嶺山 烽燧臺)                 | 공주시 정안면 인풍리 산58-23    | 공주개발(주)               | 1997년 6월 5일 지정                                                       |      |
| 15호 |      | 월성산 봉수대 (月城山 烽燧臺)                 | 공주시 소학동 산69              | 산림청                     | 1997년 6월 5일 지정                                                       |      |
| 16호 |      | 우공로 묘비 (禹恭老 墓碑)                     | 공주시 탄천면 송학리 산70-1번지 | 단양우씨공로파             | 1997년 6월 5일 지정                                                       |      |
| 17호 |      |                                               |                                 |                            |                                                                           |      |
| 18호 |      | 오시수 신도비·묘비                            | 공주시 우성면 단지리 321        | 오씨종중                   | 1997년 6월 5일 지정                                                       |      |
| 19호 |      | 윤원거 묘비                                   | 공주시 계룡면 유평리 산6-1      | 윤상성                     | 1997년 6월 5일 지정                                                       |      |
| 20호 |      | 제민천교 영세비 (濟民川橋 永世碑)             | 공주시 금성동 16-1              | 공주시                     | 1997년 6월 5일 지정                                                       |      |
| 21호 |      | 이목·이세장 유적 (李穆·李世璋 遺蹟)           | 공주시 우성면 내산리 503        | 이씨종중                   | 1997년 6월 5일 지정                                                       |      |
| 22호 |      | 판관 조병로 불망비                            | 공주시 반포면 마암리 산112      | 건설교통부                 | 1997년 6월 5일 지정                                                       |      |
| 23호 |      | 소물                                          | 공주시 우성면 목천리 980        | 노흥선                     | 1997년 6월 5일 지정                                                       |      |
| 24호 |      | 큰샘                                          | 공주시 봉황동 378-1             | 건설교통부                 | 1997년 6월 5일 지정                                                       |      |
| 25호 |      | 장군석 (將軍石)                               | 공주시 의당면 중흥리 599-1      | 민병석                     | 1997년 6월 5일 지정                                                       |      |
| 26호 |      | 류충걸 묘소 및 신도비 (柳忠傑 墓所 및 神道碑) | 공주시 장군면 대교리 산1-       |                            | 1997년 6월 5일 지정, 2014년 9월 30일 해제, 세종 향토 53호로 재지정        |      |
| 27호 |      | 서기묘소 및 신도비                            | 공주시 반포면 공암리 산10-1     | 이천서씨문목공고청파       | 2010년 4월 15일 지정                                                      |      |
| 28호 |      | 윤증묘소                                      | 공주시 계룡면 향지리 11-11      | 파평윤씨문성공파종중       | 2010년 4월 15일 지정                                                      |      |
| 29호 |      | 석송 3·1만세유적지                            | 공주시 정안면 석송리 33-2       | 석송만세운동기념보존사업회 | 2010년 4월 15일 지정                                                      |      |
| 30호 |      | 구무동굴                                      | 공주시 반포면 학봉리 794-1      | 이천서씨문목공파종중회     | 2018년 4월 16일 지정                                                      |      |
| 31호 |      | 박약재                                        | 공주시 반포면 공암리 415-3      | 이천서씨문목공파종회       | 2018년 6월 1일 지정, 2019년 12월 2일 해제, 충남 유형문화재 제252호로 승격 |      |

## 참고 문헌
- 공주시 홈페이지 - 고시/공고